# رینا پارنات
رینا پارنات (انگلیسی: Reena Pärnat؛ زادهٔ ۱ دسامبر ۱۹۹۳) کماندار اهل استونی است. وی در بازی‌های المپیک تابستانی ۲۰۱۲ شرکت کرده است.